# Tellurocratie
Een tellurocratie (van het Latijn: “tellus”, 'land' en het Grieks: κράτος, geromaniseerd: krátos, 'staat') is een landinwaarts gerichte mogendheid. Het is een geopolitiek concept, ontwikkeld door Aleksandr Doegin, om een type maatschappij of staatssysteem te beschrijven dat wordt gedefinieerd door de ontwikkeling van landgebieden en consistente penetratie in landgebieden. Tellurocratische staten bezitten een duidelijk staatsterritorium waarin de staatsvormende etnische meerderheid leeft; rondom dit territorium vindt verdere landuitbreiding plaats. Tellurocratie wordt gezien als een antoniem van een thalassocratie, een zeevarende mogendheid. 

## Theorie
Hoewel de term afkomstig zou zijn van Aleksandr Doegin, is het politieke concept maritiem/continentaal onderzocht door andere politiek-geografen en politicologen zoals Halford John Mackinder met zijn hartland-theorie. Ook politieke stromingen als het Eurazianisme gebruiken het concept. 

## Historische voorbeelden

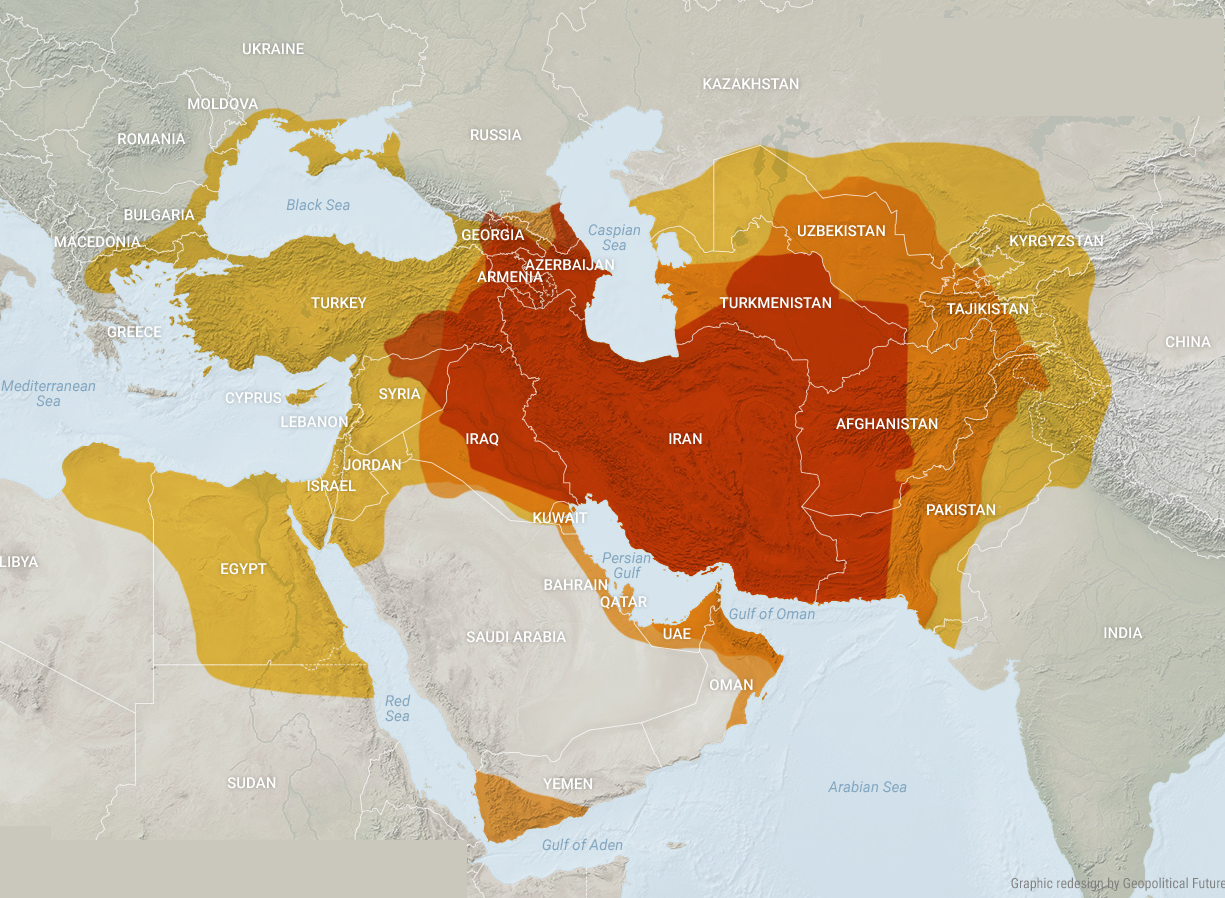
het Perzische Rijk ten tijde van de Sassaniden (224 tot 651)

Veel mogendheden uit de oudheid staan bekend als meer tellurocratisch dan hun rivalen, bijvoorbeeld het Mongoolse Rijk, en de vroege Romeinse Republiek, in tegenstelling tot het rivaliserende Carthaagse Rijk. Rome werd later, als Byzantijnse Rijk, meer thalassocratisch. Vrij zuivere tellurocratische rijken waren het Parthische Rijk en het Perzische Rijk ten tijde van de Sassaniden. 